# Rabica (manzana)
Rabica es el nombre de una variedad cultivar de manzano (Malus domestica). Esta manzana está cultivada en la colección de la Estación Experimental Aula Dei (Zaragoza). Esta manzana es una variedad de manzanas antiguas autóctonas de la provincia de La Coruña, actualmente ha descendido su interés comercial donde tenía su principal ámbito de cultivo en Galicia.

## Sinónimos
- "Manzana Rabica",[5][7][8]
- "Maceira Rabica".

## Historia
La variedad de manzana 'Rabica' tiene su origen en la Provincia de La Coruña de la comunidad autónoma de Galicia.
Variedad que ha bajado su interés comercial en la provincia de La Coruña con respecto a periodos anteriores donde tuvo una gran difusión, que ha sido desplazado su cultivo por las nuevas variedades selectas foráneas que se distribuyen por los grandes circuitos de comercialización.

## Características
El manzano de la variedad 'Rabica' tiene un vigor medio; porte enhiesto, con vegetación muy tupida, hoja pequeña; tubo del cáliz cónico o triangular, y con los estambres situados en su mitad.
La variedad de manzana 'Rabica' tiene un fruto de tamaño más bien pequeño; forma esférica y aplastada por los dos polos, contorno regular o levemente irregular; piel suavemente untuosa al tacto; con color de fondo verde amarillo, importancia del sobre color medio, color del sobre color rojo y cobre, distribución del sobre color chapa, presentando chapa de rojo fresa o cobriza más o menos amplia, acusa un punteado abundante de tono gris, casi siempre con aureola del fondo, y con una sensibilidad al "russeting" (pardeamiento áspero superficial que presentan algunas variedades) débil; pedúnculo de mediana longitud y ensanchado en sus extremo, anchura de la cavidad peduncular media, profundidad cavidad pedúncular profunda, chapa ruginosa en el fondo, bordes muy suavemente ondulados, y con una importancia del "russeting" en cavidad peduncular medio; anchura de la cavidad calicina relativamente ancha, profundidad de la cavidad calicina profunda en su mayoría, bordes lisos o suavemente ondulados, y con importancia del "russeting" en cavidad calicina débil; ojo grande o medio, abierto; estambres abundantes, salientes; sépalos no muy largos, de puntas agudas y vueltas hacia fuera.
Carne de color crema con fibras verdosas o amarillas; textura dura crujiente; sabor característico, agradable, dulzón; corazón bulbiforme, casi siempre centrado; eje abierto en su mayoría; celdas alargadas o arriñonadas, cortas, casi esféricas; semillas variadas de forma y tamaño.
La manzana 'Rabica' tiene una época de maduración y recolección muy tardía, en invierno, su recolección se lleva a cabo a mediados de diciembre. Se usa como manzana de mesa fresca de mesa. Aguanta conservación en frío hasta cuatro meses.